# 18996 Torasan
18996 Torasan este un asteroid din centura principală de asteroizi.

## Descriere
18996 Torasan este un asteroid din centura principală de asteroizi. A fost descoperit pe 4 septembrie 2000 la Sapporo de Kazuro Watanabe. Asteroidul prezintă o orbită caracterizată de o semiaxă mare de 3,20 ua, o excentricitate de 0,03 și o înclinație de 20,5° în raport cu ecliptica.